# Donde quiero estar
Donde quiero estar è il primo album in studio del rapper spagnolo Quevedo, pubblicato il 20 gennaio 2023 dalla Taste the Floor.
Il disco è stato anticipato da quattro singoli: Sin señal, Vista al mar, Punto g e Playa del inglés, in duetto con Myke Towers.
Ha ottenuto un ottimo riscontro commerciale soprattutto in Spagna, dove ha raggiunto la vetta della classifica degli album.

## Tracce
1. Intro - Speech cruzzi (featuring Cruz Cafuné) – 1:00
2. Ahora qué – 2:51
3. Yankee – 3:14
4. Vista al mar – 3:00
5. Playa del inglés (featuring Myke Towers) – 3:57
6. Sin señal (featuring Ovy on the Drums) – 3:05
7. Dame (featuring Omar Montes) – 3:51
8. Cuéntale – 3:18
9. Lucez azules – 2:41
10. Punto g – 2:31
11. Muñeca (featuring JC Reyes) – 3:30
12. Wanda – 2:40
13. Me falta algo – 3:12
14. Lisboa – 2:31
15. Éramos dos – 2:54
16. Donde quiero estar – 3:20

## Classifiche

### Classifiche settimanali
| Classifica (2023) | Posizione raggiunta |
| ----------------- | ------------------- |
| Italia            | 42                  |
| Spagna            | 1                   |
| Svizzera          | 35                  |

### Classifiche di fine anno
| Classifica (2023) | Posizione |
| ----------------- | --------- |
| Spagna            | 1         |
| Classifica (2024) | Posizione |
| Portogallo        | 180       |